# Laïcat
Ne doit pas être confondu avec Laïcité.
Cet article possède un paronyme, voir Laïka (homonymie).
Dans les organisations religieuses, le laïcat est la collectivité des laïcs. Cela peut désigner toute personne qui n'est membre ni du clergé ni de l'un des ordres monastiques. 
Au cours du concile Vatican II, l'Église catholique a défini le laïcat comme les membres de l'Église dont le rôle est de sanctifier les réalités séculières. 
Dans le protestantisme, le terme « laïc »  désigne couramment celui qui n'est pas pasteur.

## Définition
Le terme « laïc » trouve son origine dans le mot médiéval lai, qui vient du latin laicus, lui-même forgé d'après le grec λαϊκός, laikos, qui signifie « issu du λαός, laos (peuple) », puis plus précisément « du peuple de Dieu ». Vers la fin du Ier siècle, le terme « laïc » devient réducteur et en vient à signifier « ignorant », « profane »... Cette transformation peut s'expliquer par le développement d'une hiérarchie cléricale désireuse d'un statut différencié de celui du laos.

## Le laïcat chrétien

### Catholicisme
Le concile Vatican II enseigne que la caractéristique du laïcat est la « sécularité » : en tant que chrétiens qui « vivent la vie du Christ dans le monde », leur rôle est de sanctifier la création « selon la volonté de Dieu ». C'est en ce sens que le décret Apostolicam Actuositatem sur l'apostolat des laïcs (1965) cite l'Épître aux Colossiens (3:17) :

« Et quoi que vous fassiez, en parole ou en œuvre, faites tout au nom du Seigneur Jésus, en rendant par lui des actions de grâces à Dieu le Père. »

Les laïcs, membres de l'Église à part entière, agissent dans leur liberté personnelle et non pas en simples subordonnés. Du fait de leur baptême, ils sont membres de la famille de Dieu – l'Église – en union intime avec Dieu, « dans » et « au moyen » du monde. C'est précisément à travers le monde matériel sanctifié par l'incarnation de Dieu qu'ils atteignent Dieu. Ceux qui effectuent leur travail dans le monde avec un esprit chrétien agrandissent d'ores et déjà le Royaume de Dieu. Selon les déclarations répétées des papes, les laïcs devraient dire « nous sommes l'Église » de la même façon que les saints disent « Christ vit en moi ».
Le rôle du laïcat dans l'Église a été étendu à divers ministères en raison de la pénurie de prêtres.

### Protestantisme
Quelques Églises protestantes ordonnent leurs pasteurs dans le courant du luthéranisme en raison de l'héritage du catholicisme, comme dans les Églises allemandes, suédoises, danoises et françaises. Pour autant, l'ordination n'y est pas un sacrement, en sorte que l'ordination ne représente pas une mise à l'écart du laïcat.
Il est fréquent dans ces courants que les laïcs soient formés en théologie et le laïc protestant est amené à prendre diverses responsabilités :
- Le conseil presbytéral  dirige effectivement l'église locale tant sur le plan financier que sur l'orientation théologique dans la mesure où il recrute le pasteur. Ses membres sont élus.
- Le prédicateur laïc  ou prédicant est amené, sous l'égide du conseil presbytéral, à remplacer le pasteur dans tous les cas où celui-ci est absent, à présider le culte voire à présider les sacrements (y compris la Sainte Cène dans les Églises réformées).
- La diaconie s'occupe des œuvres sociales.

Dans la province anglicane, les laïcs peuvent influer sur la législation. À la convention générale, chaque diocèse élit jusqu'à quatre laïcs pour le représenter à la House of Deputies, l'une des deux chambres qui gouvernent cette Église. Au niveau des paroisses, des laïcs sont élus à un conseil nommé vestry (terme signifiant aussi sacristie).
Le terme laïcat peut aussi désigner les servants d'église qui ne sont pas des membres ordonnés du clergé.

## Laïcs bouddhistes
La dichotomie entre laïcat et clergé régulier / séculier existe aussi dans le bouddhisme. Cette situation pourrait donner un éclairage intéressant sur le phénomène chrétien de la séparation entre le clergé et le laïcat. Dans le bouddhisme chinois on trouve souvent des laïcs, qui sont représentés vêtus d'une robe noire et parfois d'une écharpe marron pour signifier qu'ils ont reçu les cinq préceptes.